# Вільямсон (округ, Теннессі)
Шаблон:StateAbbr_ 35°53′ пн. ш. 86°54′ зх. д. / 35.89° пн. ш. 86.9° зх. д.
Округ  Вільямсон (англ. Williamson County) — округ (графство) у штаті  Теннессі, США. Ідентифікатор округу 47187.

## Історія
Округ утворений 1799 року.

## Демографія
За даними перепису 2000 року загальне населення округу становило 126638 осіб, зокрема міського населення було 89197, а сільського — 37441. Серед мешканців округу чоловіків було 62358, а жінок — 64280. В окрузі було 44725 домогосподарств, 35758 родин, які мешкали в 47005 будинках. Середній розмір родини становив 3,18.
Віковий розподіл населення поданий у таблиці:
| Стать    | До 15 років | 15-21 | 22-29 | 30-39 | 40-49 | 50-65 | 65-85 | Понад 85 |
| -------- | ----------- | ----- | ----- | ----- | ----- | ----- | ----- | -------- |
| Чоловіки | 15905       | 5821  | 4837  | 9402  | 11967 | 10213 | 3949  | 264      |
| Жінки    | 15130       | 5262  | 5074  | 10836 | 12661 | 9719  | 4853  | 745      |

## Суміжні округи
- Девідсон — північ
- Резерфорд — схід
- Маршалл — південний схід
- Морі — південь
- Гікман — південний захід
- Діксон — північний захід
- Чітем — північ

## Виноски
1. ↑  U.S. Decennial Census. United States Census Bureau. Архів оригіналу за 4 квітня 2018. Процитовано 14 квітня 2015.
2. ↑  Historical Census Browser. University of Virginia Library. Архів оригіналу за 11 серпня 2012. Процитовано 14 квітня 2015.
3. ↑  Forstall, Richard L., ред. (27 березня 1995). Population of Counties by Decennial Census: 1900 to 1990. United States Census Bureau. Архів оригіналу за 21 лютого 2015. Процитовано 14 квітня 2015.
4. ↑  Census 2000 PHC-T-4. Ranking Tables for Counties: 1990 and 2000 (PDF). United States Census Bureau. 2 квітня 2001. Архів оригіналу (PDF) за 18 грудня 2014. Процитовано 14 квітня 2015.
5. ↑  State & County QuickFacts. United States Census Bureau. Архів оригіналу за 22 липня 2011. Процитовано 7 грудня 2013.(англ.) Наведено за англійською вікіпедією.
6. ↑  American FactFinder. Бюро перепису населення США. Архів оригіналу за 26 лютого 2012. Процитовано 31 січня 2008.

| США | Це незавершена стаття з географії США. Ви можете допомогти проєкту, виправивши або дописавши її. |